# Assault on Wall Street
Assault on Wall Street, também conhecido como Attack on Wall Street e conhecido formalmente como Bailout: The Age of Greed, é um filme de ação e suspense policial produzido nos Estados Unidos, dirigido por Uwe Boll e lançado em 2013.